# چرخه آرایه
چرخه‌های آرایه (به انگلیسی: Taxon cycle) به یک نظریه زیست‌جغرافیایی دربارهٔ چگونگی تکامل گونه‌ها از طریق گسترش و انقباض دامنه پراکنش در طول زمان اشاره دارد که با دگرگونی‌های سازگاری در بوم‌شناسی و ریخت‌شناسی گونه‌ها مرتبط است. مفهوم چرخهٔ آرایه به صراحت توسط زیست‌شناس ادوارد ویلسون در سال ۱۹۶۱ پس از بررسی پراکندگی، زیستگاه، رفتار و ریخت‌شناسی گونه‌های مورچه‌ها در مجمع‌الجزایر ملانزی فرموله شد.

## مراحل چرخهٔ آرایه
ویلسون گونه‌ها را به «مراحل تکامل» طبقه‌بندی کرد، که امروزه معمولاً در طرح کلی توسط ریکلف و کوکس (۱۹۷۲) توصیف می‌شوند. با این حال، با ظهور تکنیک‌های مولکولی برای ایجاد روابط تبارزایی کالیبره‌شده با زمان بین گونه‌ها، مفهوم چرخهٔ آرایه برای دربر گرفتن مقیاس‌های زمانی کاملاً تعریف‌شده و ترکیب با مفاهیمی از تئوری‌های توالی بوم‌شناختی و چرخه گونه‌زایی بیشتر توسعه یافت. چرخه‌های آرایه عمدتاً در محیط‌های جزیره (مجمع‌الجزایر)، جایی که پراکندگی و جابجایی گونه‌ها به آسانی شناسایی می‌شوند، توصیف شده‌اند، اما ممکن است در جانداران زنده قاره‌ای نیز رخ دهد.